# もしかして PARTII
「もしかして PARTII」（もしかして・パートツー）は、1984年7月10日に発売された小林幸子と美樹克彦によるデュエット・シングル。

## 解説
- 前作「もしかして」のアンサーソングであり、作曲を手掛けた美樹克彦とのデュエット曲になっている。メロディは前作と同様であるが、榊みちこによる新たな歌詞が付けられた。

## 収録曲
- 両楽曲共に、作曲：美樹克彦、編曲：竜崎孝路

A面
1. もしかして PARTII (4分15秒)
作詞：榊みちこ
（歌：小林幸子・美樹克彦）

B面
1. もしかして (4分15秒)
作詞：美樹克彦
（歌：小林幸子）